# IC 3118
IC 3118 — галактика типу Im () у сузір'ї Діва.
Цей об'єкт міститься в оригінальній редакції індексного каталогу.